# Szónokok sarka

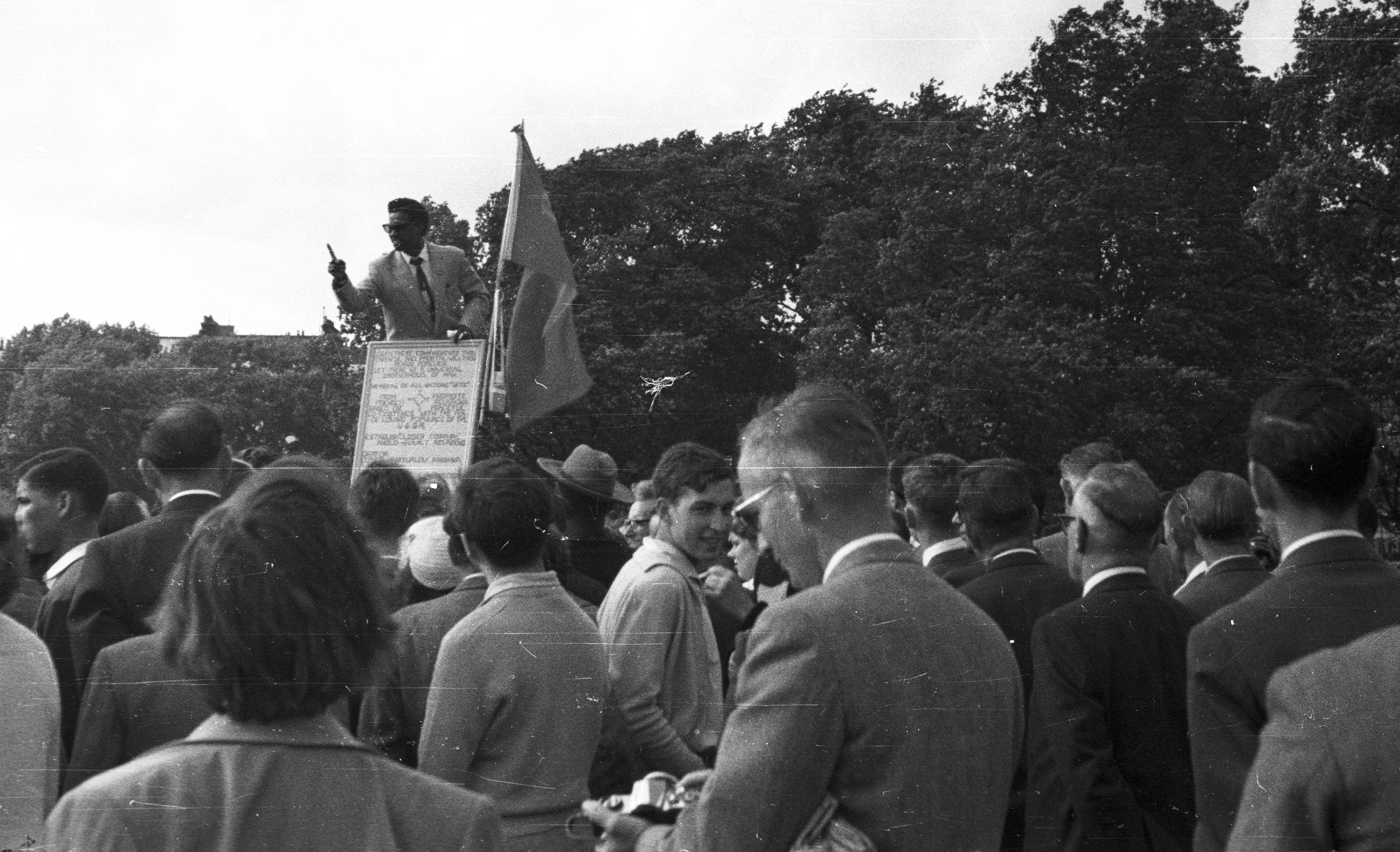

A szónokok sarka (Speaker’s corner) egy olyan szabadtéri terület, ahol megengedett a nyílt beszéd és a vita. A legismertebb Szónokok sarka a londoni Hyde Park északkeleti részében helyezkedik el. A történelem során számos területet neveztek el szónokok sarkának különböző parkokban, mint például a Lincoln's Inn Fields-ben, a Finsbury Parkban,  a Clapham Commonban, a Kennington Parkban és a Victoria Parkban.

## Szónokok sarka a Hyde Parkban
A szónokok itt bármiről beszélhetnek, mindaddig, amíg a rendőrség úgy gondolja, hogy az törvényes kereteken belül zajlik. A közhiedelemmel ellentétben, nincsen mentesség a törvény alól, és gyakorlatban a rendőrség csak akkor avatkozik be, ha feljelentést kapnak. A történelem során néhány alkalommal úgy is beavatkoztak, hogy nem történt valódi törvényellenes cselekedet.  
Az angol ítélkezési gyakorlatban megállapították, hogy a szólásszabadság nem korlátozódhat a nem sértő jellegre, hanem a „bosszantó, vitatott, excentrikus, eretnek, nemkívánatos és provokatív beszédre is kiterjedhet, mindaddig, amíg az ilyen beszédek nem hajlamosak erőszakot provokálni ". A határozat azonban tiltja a Szónokok sarka területén az obszcenitást, istenkáromlást, a királynő sértését vagy a béke megsértésének ösztönzését. 
Területét tekintve a Hyde parki szónokok sarka elér egészen a Reformfáig, valamint a Marble Arch-tól a Viktória kapuig, végig a szerpentin mentén. 
1855-ben nyilvános zavargások törtek ki a Vasárnapi Kereskedelmi Törvény ellenében, ugyanis a törvény tiltotta, hogy vasárnap, az egyetlen napon, amikor az emberek nem kell dolgozniuk, kereskedjenek. Ezeket a fennforgásokat tekintik az angol forradalom kezdetének. A Chartista mozgalom során a Hyde Park volt a gyülekező pontja a munkásoknak, de nem vált állandó szónoklati helyszínné. A Reform Liga 1866-ban, majd 1867-ben ismételten tüntetést szervezett, amely arra késztette a kormányt, hogy terjessze a választójogot a legtöbb munkásosztályú emberre. 

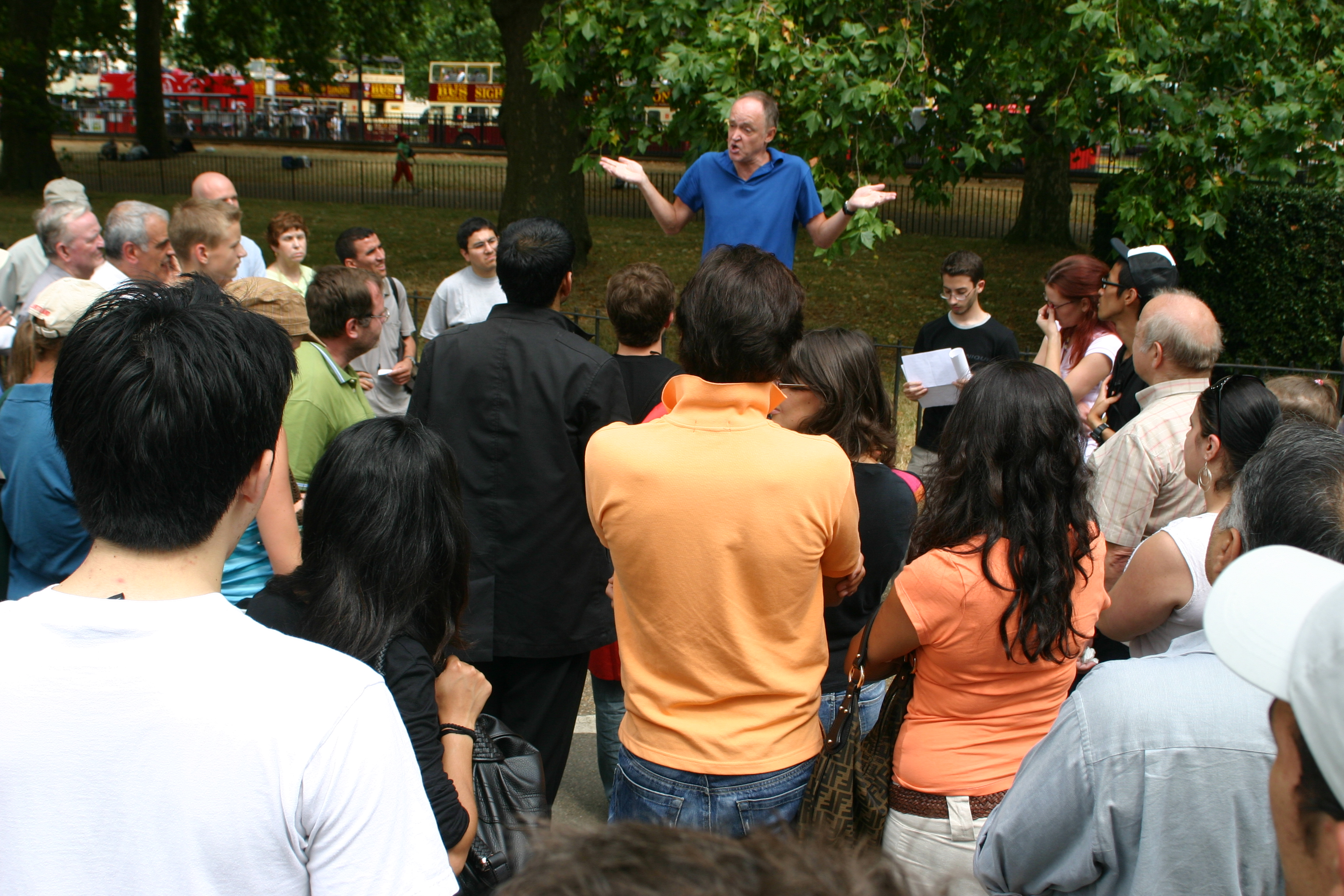

Ezt a szónokok sarkát tartják a szólásszabadság központjának, hiszen itt bármilyen témában szabadon felszólalhatnak az emberek, ámbár mindig fennáll annak a veszélye, hogy a törvényhozókba botlanak. A felszólalók között ott volt Karl Marx, Vlagyimir Iljics Lenin, George Orwell, C. L. R. James, Walter Rodney, Ben Tillett, Marcus Garvey, Kwame Nkrumah és William Morris is.  
1972 júniusában három férfit, Joseph Callinant, Louis Marcantoniot és Thomas Quinnt, illetve ír republikánus aktivistákat tartóztattak le az 1848-as Treason Felony Act alapján. A fent említett három férfi beszédet tartott a Szónokok sarkában válaszul arra, hogy a brit katonaság lelőtt 14 polgári jogi tüntetőt Londonderryben a Véres vasárnap néven ismert eseményen. A vádak nagy részét végül ejtették, a három férfit lázító megnyilatkozásuk miatt 9-től 18 hónapig terjedő börtönbüntetésre ítélték. 

### Ismert szónoklatok
A következő szervezetek és egyének, időrendi sorrendben felsorolva, rendszeresen tartottak beszédeket a Hyde Parkban.
- Socialist Party of Great Britain (1904-től)
- Catholic Evidence Guild (1918-től)
- Vincent McNabb (1920–43)
- Bonar Thompson (1920–1960)
- Frank Sheed (1921–1970)
- Philip Sansom (1947–1978)
- John Webster (1947–1985)
- Donald Soper, Baron Soper (1950–1995)
- Norman "The Walker" Schlund (1960–1980)
- Robert Ogilvie (1960–1980)
- Derek Prince (1970)
- Jim Huggon (1970, 1980)
- Michael 'Lord' Barker (1970, 1980)
- Tony Allen (1978-től)
- Martin Besserman (1978-tól)
- Peter Lumsden (1980–2007)
- Heiko Khoo (1986-tól)
- Diane Hamilton (1980-tól)

## Londonon kívül

### Nottingham
Az első hivatalos szónokok sarka Londonon kívül 2009-ben jött létre Nottinghamban. Ezt a sarkot hivatalosan Jack Straw, az Egyesült Királyság igazságügyi titkára nyitotta meg 2009. február 22-én. A kijelölt hely egy új, parkosított kiterjesztést vett igénybe a város Old Market Square-jén, a King Street és a Queen Street kereszteződésénél. A nagy, aszfaltos térbe beletartozik Brian Clough, Derby megye és a Nottingham Forest FC volt vezetőjének új szobra.

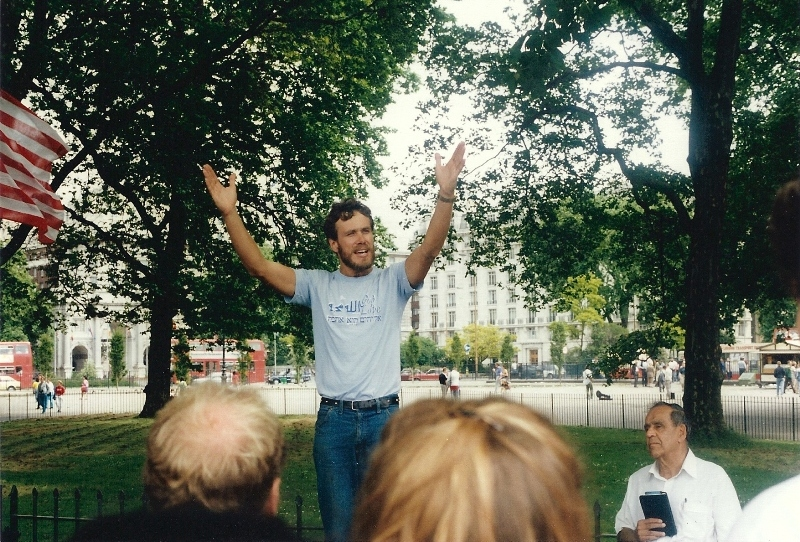

### Lichfield, Staffordshire
A Lichfieldben található szónokok sarkát 2009 májusában hozták létre a Speaker's Corner Trust segítségével. Emberek százai csatlakoztak az ünnepségekhez, amelyek több mint 30 beszédet, zenei és táncelőadást mutattak be.
A szónokok sarka ma rendezvények és egyéb események helyszíne, valamint egy olyan helyszín, amit bármilyen közösség meglátogathat és ahol véleményt mondhat a szívükhöz közel álló témákról.

### Worthing, West Sussex
Worthing, West Sussex megye tengerparti városa a viktoriánus korszak óta rendelkezik saját szónoki sarokkal a város tengerpartján. Ma egy jelzés jelzi a "prédikációk és nyilvános beszédek helyszínét", míg egy másik jel a közelben a régi halpiac helyét jelöli, ahol az Üdvözítő Hadsereg 1886 óta hirdeti az evangéliumot. A worthingi szónokok sarka a 20. század végén használhatatlanná vált, jelenleg felújításra vár. A kormány Tengervédelmi programjának részeként, amelyet az Építészeti és Épített Környezetvédelmi Bizottság irányít, a terület 500 000 font összegű támogatásban részesül, annak érdekében, hogy a szónokok sarkát és az annak otthont adó környezetet felújítsák és újraélesszék.

## Fordítás
Ez a szócikk részben vagy egészben  a   Speakers' Corner című angol Wikipédia-szócikk ezen változatának fordításán alapul.  Az eredeti cikk szerkesztőit annak laptörténete sorolja fel. Ez a jelzés csupán a megfogalmazás eredetét és a szerzői jogokat jelzi, nem szolgál a cikkben szereplő információk forrásmegjelöléseként.